# Zeit (nummer van Rammstein)
"Zeit" is een nummer van de Duitse metalband Rammstein uit 2022. Het is het titelnummer van hun achtste studioalbum. Het nummer werd Rammsteins derde nummer 1-single in Duitsland na "Pussy" in 2009 en "Deutschland" in 2019.

## NPO Radio 2 Top 2000
| Nummer met noteringen in de NPO Radio 2 Top 2000 | '22  | '23 | '24 |
| ------------------------------------------------ | ---- | --- | --- |
| Zeit                                             | 1688 | 361 | 321 |

1. ↑  Een vetgedrukt getal geeft de hoogste notering aan.
2. ↑  2022 was het eerste jaar met een notering voor dit nummer.